# Svartbukig gärdsmyg
Svartbukig gärdsmyg (Pheugopedius fasciatoventris) är en fågel i familjen gärdsmygar inom ordningen tättingar. Den förekommer från södra Costa Rica söderut in i Colombia. Arten minskar i antal men beståndet anses vara livskraftigt.

## Utseende och läte
Svartbukig gärdsmyg är en medelstor medlem av familjen med lysande vit strupe och varmbrun ovansida. Buken är kraftigt kontrasterande svart med tunna vita tvärband som dock är svårt att se framifrån. På huvudet syns också ett tunt vitt ögonbrynsstreck. Sången är relativt mörk, fyllig och visslande.

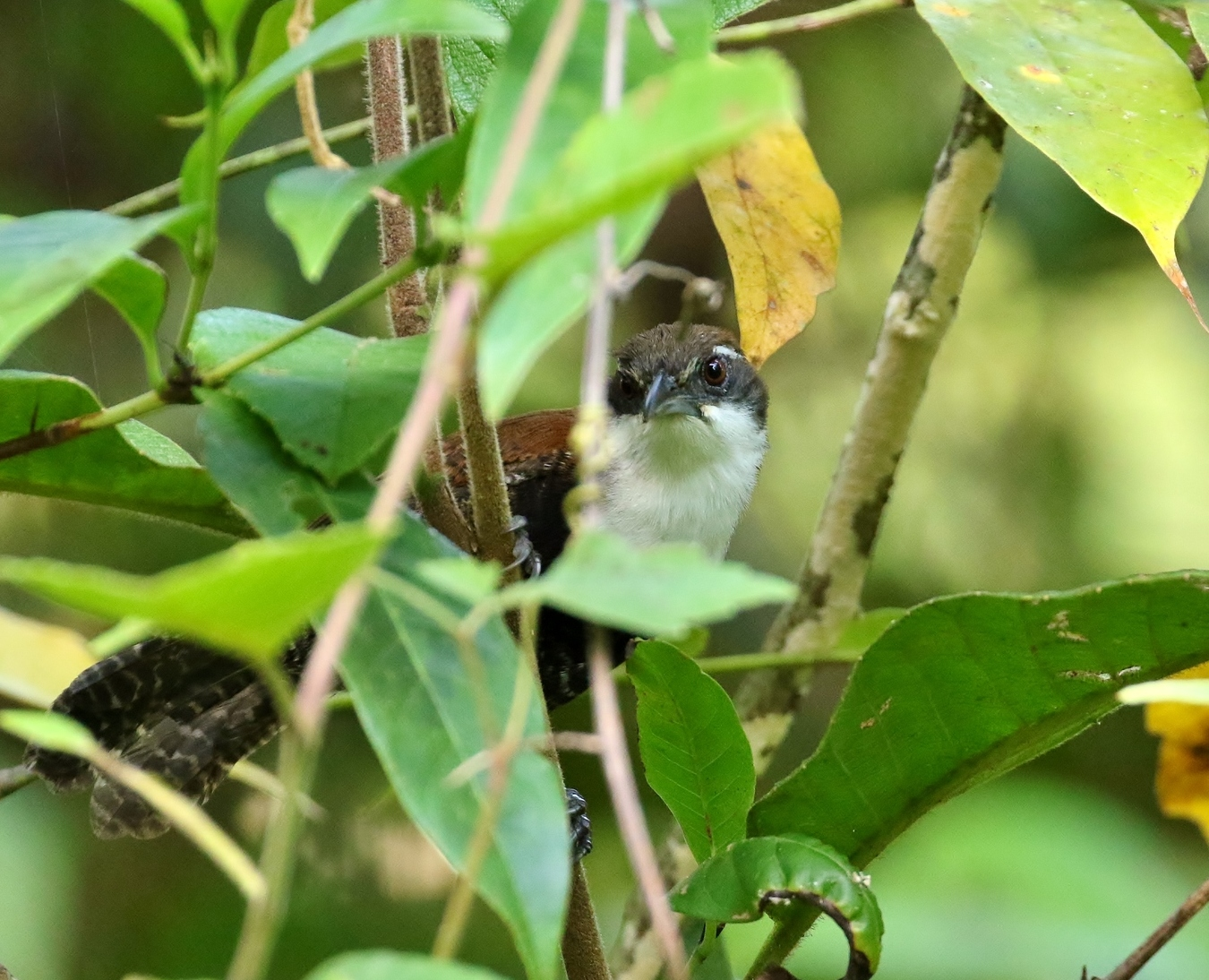

## Utbredning och systematik
Svartbukig gärdsmyg förekommer i södra Centralamerika in i allra nordligaste Sydamerika. Den delas upp i tre underarter med följande utbredning:
- Pheugopedius fasciatoventris melanogaster – låglänta områden utmed Stilla havet från södra Costa Rica till västra Panama
- Pheugopedius fasciatoventris albigularis – östra Panama (kanalzonen) till västra  Colombia (Chocó)
- Pheugopedius fasciatoventris fasciatoventris – tropiska norra Colombia till Magdalenadalen

Tidigare placerades den i släktet Thryothorus, men DNA-studier visar att arterna i släktet inte är varandras närmaste släktingar.

## Levnadssätt
Svartbukig gärdsmyg hittas skogar, skogsbryn och ungskog. Där lever den tillbakadraget i snår och buskar och kan därför vara svår att få syn på.

## Status och hot
Arten har ett stort utbredningsområde, men tros minska i antal, dock inte tillräckligt kraftigt för att den ska betraktas som hotad. Internationella naturvårdsunionen IUCN listar arten som livskraftig (LC). Beståndet uppskattas till i storleksordningen en halv till fem miljoner vuxna individer.